# 陳惇臨
陳惇臨（1553年—1606年），字彥莊，號帶川，廣東潮州府潮陽縣人，民籍，明朝政治人物。

## 生平
隆慶元年（1567年）丁卯科廣東鄉試第四十四名，萬曆十四年（1586年）丙戌科會試一百十六名，登三甲第六十六名。户部观政，本年授福建閩縣知縣。二十年行取考選，授南京廣西道御史，二十二年升湖廣佥事，二十五年升本省參議，考察調簡，二十九年補廣西右參議，三十三年升任广西副使，三十四年卒，四十一年赠太仆寺少卿。

## 家族
曾祖陳萬齡；祖父陳成周，贈南京戶部主事；父陳瑞龍，曾任庚戌進士、興化府知府，崇祀鄉賢。母蕭氏（封安人）。永感下。弟惇復（庠生）、惇艮、惇漸、惇萃、惇節、惇巽。